# Herbert Nitsch

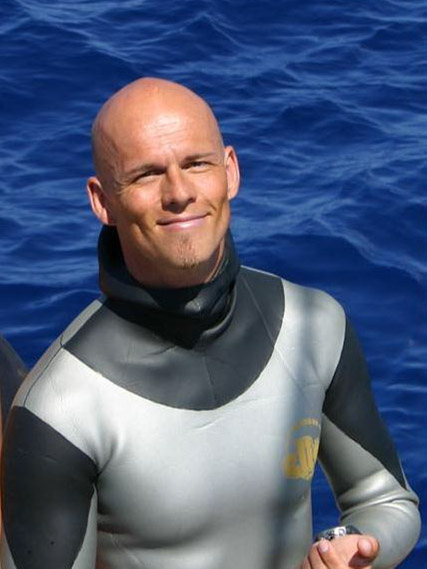
Herbert Nitsch en 2012.

Herbert Nitsch (Viena, 20 de abril de 1970) es un apneísta y antiguo piloto comercial austriaco. A lo largo de su carrera ha batido 32 récords del mundo en las ocho disciplinas de la apnea, y tiene un récord mundial adicional en la disciplina griega antigua de Skandalopetra.
Fue la primera persona que en la disciplina «en peso constante» superó los 100 m (328 pies) de profundidad, y que alcanzó los 214 m (702 pies) en la disciplina «sin límites».
Durante su última competición antes de retirarse de la apnea competitiva en abril de 2010 en Vertical Blue, en el Dean's Blue Hole en Bahamas, Nitsch estableció otros tres récords mundiales. Consiguió dos siguientes en Inmersión Libre en 114 m (374 pies) y 120 m (394 pies), y un récord mundial en Peso Constante en 124 m (407 pies). 
Al intentar batir este récord de 214 m (702 pies) en la isla de Santorini sufrió el síndrome de descompresión 15 minutos después de la inmersión del récord mundial Libro Guinness de los récords de 253 m (830 pies), y tuvo que ser ingresado. Después de una larga rehabilitación, volvió a hacer apnea en las profundidades.

## Récords mundiales
| Disciplina | Récord    | Fecha                    | Lugar                         |
| ---------- | --------- | ------------------------ | ----------------------------- |
| DNF        | 131 m     | 27 de enero de 2001      | Ginebra                       |
| DYN        | 170 m     | 24 de febrero de 2001    | Berlín                        |
| CWT        | 72 m      | 16 de junio de 2001      | Lago Millstätter, Austria     |
| CWT        | 86 m      | 11 de octubre de 2001    | Ibiza                         |
| DYN        | 172 m     | 10 de noviembre de 2001  | Berlín                        |
| DNF        | 134 m     | 24 de noviembre de 2001  | Wiesbaden                     |
| DYN        | 181 m     | 2 de febrero de 2002     | Maria Enzersdorf, Austria     |
| FIM        | 92 m      | 27 de julio de 2002      | Lago Millstätter, Austria     |
| DYN        | 183 m     | 11 de noviembre de 2002  | Berlín                        |
| FIM        | 100 m     | 4 de septiembre de 2003  | Lago Millstätter, Austria     |
| CWT        | 95 m      | 5 de septiembre de 2003  | Lago Millstätter, Austria     |
| CNF        | 50 m      | 6 de septiembre de 2003  | Lago Millstätter, Austria     |
| CNF        | 62 m      | 11 de septiembre de 2004 | Spetses, Grecia               |
| CNF        | 66 m      | 12 de septiembre de 2004 | Spetses, Grecia               |
| NLT        | 172 m     | 2 de octubre de 2005     | Sibenik, Croacia              |
| NLT        | 183 m     | 28 de agosto de 2006     | Žirje, Croacia                |
| CWT        | 111 m     | 7 de diciembre de 2006   | Hurghada, Egipto              |
| STA        | 9 min 4 s | 12 de diciembre de 2006  | Hurghada, Egipto              |
| NLT        | 185 m     | 13 de junio de 2007      | Spetses, Grecia               |
| NLT        | 214 m     | 14 de junio de 2007      | Spetses, Grecia               |
| CNF        | 83 m      | 19 de octubre de 2007    | Dahab, Egipto                 |
| CWT        | 112 m     | 30 de octubre de 2007    | Scharm El-Scheich, Egipto     |
| CWT        | 114 m     | 4 de abril de 2009       | Agujero azul de Dean, Bahamas |
| FIM        | 109 m     | 6 de abril de 2009       | Agujero azul de Dean, Bahamas |
| CWT        | 120 m     | 11 de abril de 2009      | Agujero azul de Dean, Bahamas |
| VWT        | 142 m     | 7 de diciembre de 2009   | Agujero azul de Dean, Bahamas |
| FIM        | 112 m     | 8 de diciembre de 2009   | Agujero azul de Dean, Bahamas |
| CWT        | 123 m     | 9 de diciembre de 2009   | Agujero azul de Dean, Bahamas |
| FIM        | 114 m     | 19 de abril de 2010      | Agujero azul de Dean, Bahamas |
| CWT        | 124 m     | 22 de abril de 2010      | Agujero azul de Dean, Bahamas |
| FIM        | 120 m     | 25 de abril de 2010      | Agujero azul de Dean, Bahamas |
| NLT        | 253 m     | 6 de junio de 2012       | Santorini, Grecia             |

CNF: apnea con peso constante sin aletas

CWT: apnea con peso constante

VWT: apnea con peso variable

DNF: apnea dinámica sin aletas

DYN: apnea dinámica con aletas

FIM: inmersión libre

NLT: sin límites

STA: apnea estática